# Horto Florestal Dr. Luiz Teixeira Mendes
O Horto Florestal Dr. Luiz Teixeira Mendes é uma reserva florestal localizada na cidade de Maringá, estado brasileiro do Paraná.

## História
O local em que o Horto Florestal se encontra foi preservado pela Companhia Melhoramentos Norte do Paraná, na década de 1950, quando a cidade ainda estava em sua fase inicial. A preservação foi feita a partir de dois objetivos:preservar essências da mata nativa da região, a Mata Atlântica, e por possuir no seu interior as nascentes que dão origem ao Córrego Borba Gato.
Sendo assim, começaram a ser plantadas várias mudas de árvores da mata nativa do Paraná, que iriam servir para o reflorestamento e arborização urbana da cidade de Maringá.
O bosque foi fechado em outubro de 2003, sob prerrogativa de restaurar a área verde, controlar a erosão forte do local e limpar o lixo despejado no local. Porém o parque não foi aberto até hoje, e apenas em 2013, após decisão judicial que condenou a Prefeitura de Maringá e a Cia. Melhoramentos Norte do Paraná que começaram a reaver as obras.

## Nome
O nome do Horto é uma homenagem ao agrônomo Dr. Luiz Teixeira Mendes (07/09/1883 - 12/07/1957), que foi dada logo após a sua morte. Dr. Luiz ajudou diretamente na criação do bosque, além de ter sido responsável pelo plantio e cuidados das plantas.